# Arne Hoel
Arne Hoel (Skoger, 5 aprile 1927 – Nordstrand, 10 settembre 2006) è stato un saltatore con gli sci norvegese.
Ha vinto per tre volte la gara di salto con gli sci allo Holmenkollen Ski Festival di Oslo (1948, 1951 e 1959). È stato insignito della Medaglia Holmenkollen nel 1956. Ha partecipato alle Olimpiadi invernali 1952 e 1956, giungendo rispettivamente sesto e undicesimo nella gara della sua specialità.

## Onorificenze
- Medaglia Holmenkollen (1956)